# Diocesi di Lins
La diocesi di Lins (in latino Dioecesis Linensis) è una sede della Chiesa cattolica in Brasile suffraganea dell'arcidiocesi di Botucatu. Nel 2021 contava 238.270 battezzati su 326.560 abitanti. È retta dal vescovo João Gilberto de Moura.

## Territorio
La diocesi comprende 23 comuni nella parte nord-occidentale dello stato brasiliano di San Paolo: Lins, Alto Alegre, Avanhandava, Balbinos, Barbosa, Braúna, Cafelândia, Clementina, Getulina, Glicério, Guaiçara, Guaimbê, Guarantã, Júlio Mesquita, Luiziânia, Penápolis, Pirajuí, Pongaí, Presidente Alves, Promissão, Reginópolis, Sabino e Uru.
Sede vescovile è la città di Lins, dove si trova la cattedrale di Sant'Antonio. A Cafelândia sorge la concattedrale di Sant'Elisabetta d'Ungheria.
Il territorio si estende su una superficie di 8.261 km² ed è suddiviso in 44 parrocchie.

## Storia
La diocesi di Cafelândia (dioecesis Cafaelandensis) fu eretta il 21 giugno 1926 con la bolla Ea est in praesenti di papa Pio XI, ricavandone il territorio dalla diocesi di Botucatu (oggi arcidiocesi). Originariamente era suffraganea dell'arcidiocesi di San Paolo.
Primitiva cattedrale della diocesi fu la chiesa matrice di Nostra Signora del Carmelo, fino al 1933 quando fu inaugurata la nuova cattedrale, dedicata a Sant'Elisabetta d'Ungheria.
Il 27 maggio 1950, in forza della bolla Apostolicis sub plumbo di papa Pio XII, la sede vescovile è stata trasferita da Cafelândia a Lins e la diocesi ha assunto il nome attuale.
Il 16 febbraio 1952 ha ceduto una porzione del suo territorio a vantaggio dell'erezione della diocesi di Marília.
Il 19 aprile 1958 è entrata a far parte della provincia ecclesiastica di Botucatu.
Il 15 febbraio 1964 e il 23 marzo 1994 ha ceduto altre porzioni di territorio a vantaggio dell'erezione rispettivamente delle diocesi di Bauru e di Araçatuba.

## Cronotassi dei vescovi
Si omettono i periodi di sede vacante non superiori ai 2 anni o non storicamente accertati.
- Ático Eusébio da Rocha † (17 dicembre 1928 - 16 dicembre 1935 nominato arcivescovo di Curitiba)
- Henrique César Fernandes Mourão, S.D.B. † (16 dicembre 1935 - 30 marzo 1945 deceduto)
  - Sede vacante (1945-1948)
- Henrique Gelain † (22 maggio 1948 - 28 marzo 1964 nominato vescovo di Vacaria)
- Pedro Paulo Koop, M.S.C. † (27 luglio 1964 - 11 ottobre 1980 ritirato)
- Luiz Colussi † (11 ottobre 1980 succeduto - 5 dicembre 1983 nominato vescovo di Caçador)
- Walter Bini, S.D.B. † (14 marzo 1984 - 17 giugno 1987 deceduto)
- Irineu Danelón, S.D.B. (26 novembre 1987 - 30 settembre 2015 ritirato)
- Francisco Carlos da Silva (30 settembre 2015 - 26 giugno 2024 nominato vescovo di Jaú)
- João Gilberto de Moura, dal 30 ottobre 2024

## Statistiche
La diocesi nel 2021 su una popolazione di 326.560 persone contava 238.270 battezzati, corrispondenti al 73,0% del totale.
| anno | popolazione | popolazione | popolazione | presbiteri | presbiteri | presbiteri | presbiteri                | diaconi | religiosi | religiosi | parrocchie |
| anno | battezzati  | totale      | %           | numero     | secolari   | regolari   | battezzati per presbitero | diaconi | uomini    | donne     | parrocchie |
| ---- | ----------- | ----------- | ----------- | ---------- | ---------- | ---------- | ------------------------- | ------- | --------- | --------- | ---------- |
| 1950 | 1.800.000   | 2.000.000   | 90,0        | 83         | 46         | 37         | 21.686                    |         | 40        | 120       | 50         |
| 1966 | 540.000     | 600.000     | 90,0        | 62         | 30         | 32         | 8.709                     |         | 42        | 296       | 37         |
| 1970 | 600.000     | 701.204     | 85,6        | 86         | 37         | 49         | 6.976                     |         | 52        | 286       | 48         |
| 1976 | 460.000     | 500.000     | 92,0        | 75         | 38         | 37         | 6.133                     | 2       | 41        | 143       | 49         |
| 1980 | 492.000     | 532.000     | 92,5        | 68         | 27         | 41         | 7.235                     | 3       | 48        | 115       | 51         |
| 1990 | 618.000     | 667.000     | 92,7        | 71         | 38         | 33         | 8.704                     | 1       | 37        | 113       | 54         |
| 1999 | 213.764     | 264.622     | 80,8        | 40         | 30         | 10         | 5.344                     | 1       | 10        | 55        | 31         |
| 2000 | 212.577     | 264.622     | 80,3        | 43         | 34         | 9          | 4.943                     | 1       | 15        | 55        | 31         |
| 2001 | 225.000     | 280.457     | 80,2        | 47         | 39         | 8          | 4.787                     | 2       | 16        | 50        | 32         |
| 2002 | 210.500     | 280.693     | 75,0        | 46         | 36         | 10         | 4.576                     | 2       | 15        | 45        | 32         |
| 2003 | 210.500     | 280.693     | 75,0        | 46         | 37         | 9          | 4.576                     | 2       | 18        | 50        | 31         |
| 2004 | 183.350     | 280.457     | 65,4        | 49         | 40         | 9          | 3.741                     | 5       | 18        | 50        | 32         |
| 2013 | 223.000     | 305.000     | 73,1        | 58         | 50         | 8          | 3.844                     | 11      | 16        | 33        | 38         |
| 2016 | 228.700     | 313.500     | 73,0        | 84         | 76         | 8          | 2.722                     | 12      | 15        | 27        | 43         |
| 2019 | 234.500     | 321.400     | 73,0        | 70         | 62         | 8          | 3.350                     | 12      | 14        | 22        | 43         |
| 2021 | 238.270     | 326.560     | 73,0        | 67         | 61         | 6          | 3.556                     | 20      | 13        | 19        | 44         |